# Ludvík Parmský
Ludvík Parmský (5. července 1773, Piacenza – 27. května 1803, Florencie) byl jedním ze dvou etrurských králů. Byl synem vévody Ferdinanda Parmského a arcivévodkyně Marie Amálie Rakouské, dcery královny Marie Terezie a císaře Františka I. Štěpána.

## Život
Zatímco Ludvík pobýval ve Španělsku, parmské vévodství bylo v roce 1796 obsazeno francouzskými vojsky. Napoleon Bonaparte, který si podmanil většinu Itálie, chtěl získat Španělsko na svou stranu proti Anglii a chtěl vykompenzovat Bourbonům ztrátu Parmy Etrurským královstvím, novým státním útvarem vytvořeným z velkovévodství toskánského.
Ludvík měl před převzetím Etrurie navštívit Napoleona v Paříži a tam byl jmenován králem. Ludvík s manželkou a synem cestovali přes Francii inkognito jako hrabata z Livorna. Poté, co byl Ludvíkovi v Paříži udělen Bonapartem královský titul, odjel Ludvík s rodinou do Florencie. Do hlavního města dorazili v srpnu roku 1801.
V roce 1802 Ludvík se svou těhotnou manželkou cestoval do Španělska, aby se zúčastnili dvojité svatby, sourozenců Marie Luisy, infanta Ferdinanda a infantky Marie Isabely. V Barceloně porodila Marie Luisa dceru Marii Luisu Charlottu. Pár se vrátil do Etrurie v prosinci téhož roku, poté co se dozvěděli o smrti vévody Ferdinanda.
Zpátky v Etrurii se Ludvíkovo zdraví zhoršilo a v květnu roku 1803 v necelých třiceti letech zemřel. Smrt byla možná způsobena epileptickým záchvatem.
Ludvík byl v titulu krále následován synem Karlem Ludvíkem, za něhož vládla matka jako regentka.

## Manželství a potomci

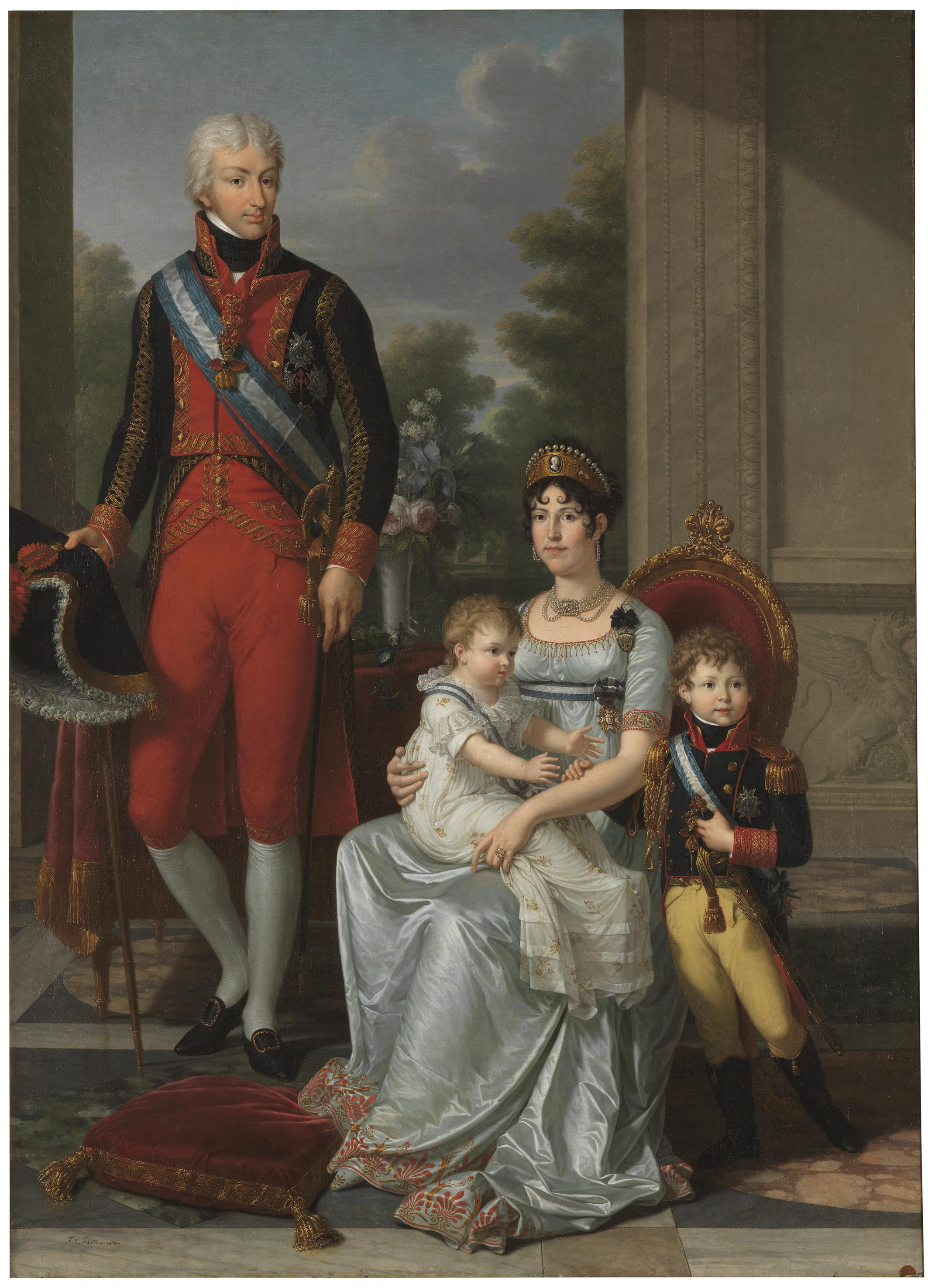
Ludvík s rodinou roku 1803

V roce 1795 přišel Ludvík ve španělskému královskému dvoru, aby zde dokončil své vzdělání a vzal si jednu z dcer svého strýce, krále Karla IV. Dne 25. srpna 1795 se oženil v Madridu s infantkou Marií Luisou a byl mu udělen titul infanta španělského.
Manželství mezi Ludvíkem a Marií Luisou se ukázalo jako šťastné, ale bylo poznamenáno Ludvíkovým špatným zdravotním stavem. Byl slabý, měl dýchací problémy a od nehody která se mu stala v dětství, poté co narazil hlavou do mramorového stolu, vyznačoval příznaky epilepsie. S plynoucími roky se jeho zdraví zhoršovalo a začal být stále více závislý na své manželce. První roky manželství prožil pár ve Španělsku.
Ludvík a Marie Luisa měli dvě děti:
- Karel Ludvík (22. prosince 1799 – 16. dubna 1883), parmský vévoda, vévoda z Luccy, etrurský král v letech 1803 až 1807, ⚭ 1820 Marie Tereza Savojská (19. září 1803 – 16. července 1879)
- Marie Luisa Charlotta (2. října 1802 – 18. března 1857)
⚭ 1825 Maxmilián Saský (13. dubna 1759 – 3. ledna 1838), dědičný princ Saska
⚭ 1849 hrabě Francesco Rossi
⚭ 1855 hrabě Giovanni Vimercati

## Vývod z předků
|                  |                                             |  |                    |                                          |  |  |  |  |  |  |  | Ludvík Francouzský |
|                  |                                             |  |                    |                                          |  |  |  |  |  |  |  |                    |
|                  | Filip V. Španělský                          |  |                    |                                          |  |  |  |  |  |  |  |                    |
|                  |                                             |  |                    |                                          |  |  |  |  |  |  |  |                    |
|                  |                                             |  |                    | Marie Anna Bavorská                      |  |  |  |  |  |  |  |                    |
|                  |                                             |  |                    |                                          |  |  |  |  |  |  |  |                    |
|                  | Filip Parmský                               |  |                    |                                          |  |  |  |  |  |  |  |                    |
|                  |                                             |  |                    |                                          |  |  |  |  |  |  |  |                    |
|                  |                                             |  |                    | Eduard Parmský                           |  |  |  |  |  |  |  |                    |
|                  |                                             |  |                    |                                          |  |  |  |  |  |  |  |                    |
|                  | Alžběta Parmská                             |  |                    |                                          |  |  |  |  |  |  |  |                    |
|                  |                                             |  |                    |                                          |  |  |  |  |  |  |  |                    |
|                  |                                             |  |                    | Dorotea Žofie Falcko-Neuburská           |  |  |  |  |  |  |  |                    |
|                  |                                             |  |                    |                                          |  |  |  |  |  |  |  |                    |
|                  | Ferdinand Parmský                           |  |                    |                                          |  |  |  |  |  |  |  |                    |
|                  |                                             |  |                    |                                          |  |  |  |  |  |  |  |                    |
|                  |                                             |  |                    | Ludvík Francouzský                       |  |  |  |  |  |  |  |                    |
|                  |                                             |  |                    |                                          |  |  |  |  |  |  |  |                    |
|                  | Ludvík XV.                                  |  |                    |                                          |  |  |  |  |  |  |  |                    |
|                  |                                             |  |                    |                                          |  |  |  |  |  |  |  |                    |
|                  |                                             |  |                    | Marie Adelaide Savojská                  |  |  |  |  |  |  |  |                    |
|                  |                                             |  |                    |                                          |  |  |  |  |  |  |  |                    |
|                  | Luisa Alžběta Francouzská                   |  |                    |                                          |  |  |  |  |  |  |  |                    |
|                  |                                             |  |                    |                                          |  |  |  |  |  |  |  |                    |
|                  |                                             |  |                    | Stanislav I. Leszczyński                 |  |  |  |  |  |  |  |                    |
|                  |                                             |  |                    |                                          |  |  |  |  |  |  |  |                    |
|                  | Marie Leszczyńská                           |  |                    |                                          |  |  |  |  |  |  |  |                    |
|                  |                                             |  |                    |                                          |  |  |  |  |  |  |  |                    |
|                  |                                             |  |                    | Kateřina Opalinská                       |  |  |  |  |  |  |  |                    |
|                  |                                             |  |                    |                                          |  |  |  |  |  |  |  |                    |
| 'Ludvík Parmský' |                                             |  |                    |                                          |  |  |  |  |  |  |  |                    |
|                  |                                             |  |                    |                                          |  |  |  |  |  |  |  |                    |
|                  |                                             |  | Karel V. Lotrinský |                                          |  |  |  |  |  |  |  |                    |
|                  |                                             |  |                    |                                          |  |  |  |  |  |  |  |                    |
|                  | Leopold Josef Lotrinský                     |  |                    |                                          |  |  |  |  |  |  |  |                    |
|                  |                                             |  |                    |                                          |  |  |  |  |  |  |  |                    |
|                  |                                             |  |                    | Eleonora Marie Josefa Habsburská         |  |  |  |  |  |  |  |                    |
|                  |                                             |  |                    |                                          |  |  |  |  |  |  |  |                    |
|                  | František I. Štěpán Lotrinský               |  |                    |                                          |  |  |  |  |  |  |  |                    |
|                  |                                             |  |                    |                                          |  |  |  |  |  |  |  |                    |
|                  |                                             |  |                    | Filip I. Orléanský                       |  |  |  |  |  |  |  |                    |
|                  |                                             |  |                    |                                          |  |  |  |  |  |  |  |                    |
|                  | Alžběta Charlotta Orléanská                 |  |                    |                                          |  |  |  |  |  |  |  |                    |
|                  |                                             |  |                    |                                          |  |  |  |  |  |  |  |                    |
|                  |                                             |  |                    | Alžběta Šarlota Falcká                   |  |  |  |  |  |  |  |                    |
|                  |                                             |  |                    |                                          |  |  |  |  |  |  |  |                    |
|                  | Marie Amálie Habsbursko-Lotrinská           |  |                    |                                          |  |  |  |  |  |  |  |                    |
|                  |                                             |  |                    |                                          |  |  |  |  |  |  |  |                    |
|                  |                                             |  |                    | Leopold I.                               |  |  |  |  |  |  |  |                    |
|                  |                                             |  |                    |                                          |  |  |  |  |  |  |  |                    |
|                  | Karel VI.                                   |  |                    |                                          |  |  |  |  |  |  |  |                    |
|                  |                                             |  |                    |                                          |  |  |  |  |  |  |  |                    |
|                  |                                             |  |                    | Eleonora Magdalena Falcko-Neuburská      |  |  |  |  |  |  |  |                    |
|                  |                                             |  |                    |                                          |  |  |  |  |  |  |  |                    |
|                  | Marie Terezie                               |  |                    |                                          |  |  |  |  |  |  |  |                    |
|                  |                                             |  |                    |                                          |  |  |  |  |  |  |  |                    |
|                  |                                             |  |                    | Ludvík Rudolf Brunšvicko-Wolfenbüttelský |  |  |  |  |  |  |  |                    |
|                  |                                             |  |                    |                                          |  |  |  |  |  |  |  |                    |
|                  | Alžběta Kristýna Brunšvicko-Wolfenbüttelská |  |                    |                                          |  |  |  |  |  |  |  |                    |
|                  |                                             |  |                    |                                          |  |  |  |  |  |  |  |                    |
|                  |                                             |  |                    | Kristýna Luisa Öttingenská               |  |  |  |  |  |  |  |                    |
|                  |                                             |  |                    |                                          |  |  |  |  |  |  |  |                    |